# Metro Boomin/Auszeichnungen für Musikverkäufe

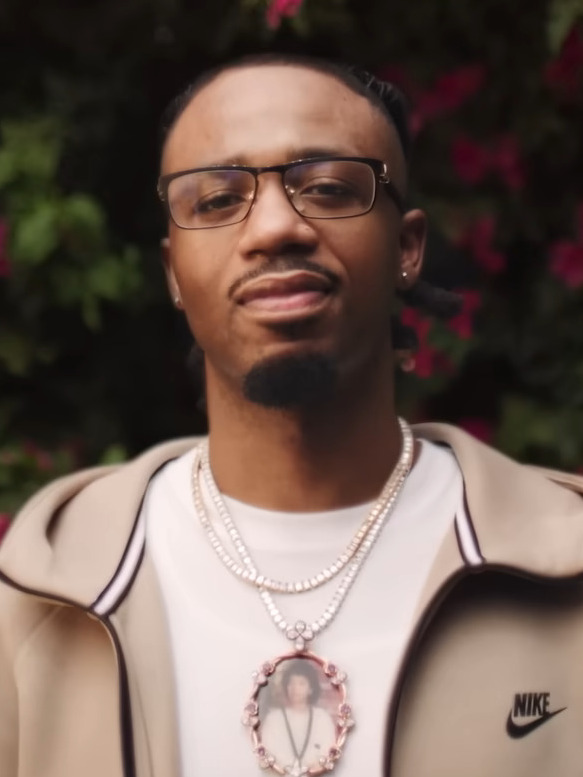
Metro Boomin (2023)

Dies ist eine Übersicht über die Auszeichnungen für Musikverkäufe des US-amerikanischen Musikproduzenten, DJs und Songwriters Metro Boomin. Die Auszeichnungen finden sich nach ihrer Art (Gold, Platin usw.), nach Staaten getrennt in chronologischer Reihenfolge, geordnet sowie nach den Tonträgern selbst, ebenfalls in chronologischer Reihenfolge, getrennt nach Medium (Alben, Singles usw.), wieder.

## Auszeichnungen
| - Vereinigtes Königreich - 2020: für die Single X - 2022: für das Lied Ghostface Killers - 2023: für das Lied Glock in My Lap - 2023: für die Single Runnin - 2024: für das Album Spider-Man: Across The Spider-Verse - 2024: für das Lied Overdue - 2024: für das Lied Rich N***a S**t - 2024: für das Lied Niagara Falls (Foot or 2) - 2024: für das Album We Don’t Trust You - 2024: für die Single Type Shit - 2025: für das Album Without Warning - 2025: für das Lied Around Me - 2025: für das LiedAm I Dreaming - Australien - 2018: für das Lied Ghostface Killers - 2024: für das Lied Self Love - 2024: für das Lied Annihilate - 2024: für das Lied Calling - 2024: für das Album Not All Heroes Wear Capes - 2024: für das Lied Around Me - 2024: für das Lied Don’t Come Out the House - 2024: für das Lied Dreamcatcher - 2024: für die Single No Complaints - 2024: für die Single Type Shit - Belgien - 2025: für die Single Like That - 2025: für die Single Type Shit - Brasilien - 2024: für die Single 10 Freaky Girls - 2024: für die Single Creepin’ - 2024: für das LiedAm I Dreaming - 2024: für das Lied Annihilate - 2024: für die Single Mile High - 2024: für das Lied Self Love - 2024: für das Lied Née-Nah - 2025: für das Lied Hummingbird - Dänemark - 2022: für das Lied Ghostface Killers - 2023: für die Single Space Cadet - 2023: für das Album Savage Mode II - 2024: für das Lied Too Many Nights - 2025: für das Album We Don’t Trust You - 2025: für das Lied Superhero (Heroes & Villains) - 2025: für das Lied Trance - 2025: für die Single 10 Freaky Girls - Deutschland - 2023: für die Single Ric Flair Drip - 2023: für die Single Creepin’ - 2024: für das Album Heroes & Villains - Frankreich - 2024: für das Lied Too Many Nights - 2024: für das Lied Superhero (Heroes & Villains) - 2024: für das Album Not All Heroes Wear Capes - 2025: für das LiedAm I Dreaming - Griechenland - 2023: für das Lied Niagara Falls (Foot or 2) - 2023: für das Lied Glock in My Lap - Italien - 2023: für das Lied Too Many Nights - 2023: für das Lied Superhero (Heroes & Villains) - 2023: für die Single Space Cadet - 2023: für das Lied Trance - 2024: für das Lied Glock in My Lap - 2024: für die Single Runnin - 2024: für das Lied Overdue - 2025: für das Album Not All Heroes Wear Capes - Kanada - 2018: für das Album Perfect Timing - 2020: für das Lied Borrowed Love - 2020: für das Lied Held Me Down - 2020: für das Lied No More - 2020: für die Single Mr. Right Now - 2020: für die Single Runnin - 2023: für das Lied Around Me - 2023: für das Lied Raindrops (Insane) - 2023: für das Lied Umbrella - 2023: für das Lied Lesbian - 2023: für das Lied Metro Spider - 2023: für das Lied On Time - 2023: für das Lied Walk Em Down (Don’t Kill Civilians) - 2024: für das Lied Young Metro - 2024: für das Lied We Still Don’t Trust You - 2024: für das Lied We Don’t Trust You - Mexiko - 2025: für das Album Savage Mode II - Neuseeland - 2020: für das Lied Ghostface Killers - 2023: für das Lied Too Many Nights - 2023: für das Album Savage Mode - 2024: für das Album Spider-Man: Across The Spider-Verse - Österreich - 2024: für die Single Type Shit - Polen - 2024: für die Single Runnin - 2024: für das Album Not All Heroes Wear Capes - 2024: für das Album Without Warning - 2024: für das Lied Am I Dreaming - 2024: für das Lied Overdue - 2024: für die Single Like That - 2024: für das Lied Niagara Falls (Foot or 2) - 2024: für das Album We Don’t Trust You - Portugal - 2020: für die Single Space Cadet - 2022: für die Single 10 Freaky Girls - 2023: für das Lied Superhero (Heroes & Villains) - 2024: für die Single Like That - 2025: für das Album Heroes & Villains - Schweiz - 2023: für das Lied Too Many Nights - 2024: für die Single Type Shit - Spanien - 2024: für die Single Ric Flair Drip - 2025: für das Lied Superhero (Heroes & Villains) - 2025: für das Lied Too Many Nights - 2025: für das Lied Trance - Südafrika - 2024: für die Single Type Shit - 2024: für das Lied Cinderella - 2024: für das Lied Née-Nah - Ungarn - 2024: für das Album We Don’t Trust You - Vereinigte Staaten - 2017: für das Album Savage Mode - 2020: für das Lied Mad Stalkers - 2021: für das Album Savage Mode II - 2025: für das Lied Ocean Drive - 2025: für das Lied Rip Luv - 2025: für das Lied Brand New Draco - 2025: für das Lied My Dawg - 2025: für das Lied No Opp Left Behind - 2025: für das Lied Disrespectful - 2025: für das Lied Still Serving - Vereinigtes Königreich - 2023: für das Album Heroes & Villains - 2024: für das Album Not All Heroes Wear Capes - 2024: für die Single Space Cadet - 2024: für das Lied Too Many Nights - 2024: für das Lied Superhero (Heroes & Villains) - 2025: für das Lied Trance - 2025: für die Single Like That - 2025: für die Single 10 Freaky Girls - 2025: für das Album Savage Mode II - Zentralamerika - 2025: für die Single Like That | - Australien - 2018: für die Single Ric Flair Drip - 2024: für das Lied Am I Dreaming - 2024: für das Lied Niagara Falls (Foot or 2) - 2024: für das Lied Overdue - 2024: für das Lied Trance - 2024: für die Single Like That - 2025: für das Album Heroes & Villains - Belgien - 2023: für die Single Creepin’ - Brasilien - 2024: für das Lied Calling - 2024: für das Lied Glock in My Lap - 2024: für die Single Runnin - 2024: für das Lied Rich N***a S**t - 2024: für das Lied Niagara Falls (Foot or 2) - 2024: für das Lied Overdue - Dänemark - 2021: für die Single Ric Flair Drip - 2022: für das Album Without Warning - 2023: für die Single Creepin’ - 2024: für das Album Not All Heroes Wear Capes - Frankreich - 2024: für die Single Ric Flair Drip - 2024: für das Album Heroes & Villains - 2025: für die Single Space Cadet - 2025: für das Lied Trance - Griechenland - 2023: für das Lied Superhero (Heroes & Villains) - 2024: für das Lied Trance - 2024: für das Lied Around Me - 2025: für die Single Like That - 2025: für die Single Type Shit - Italien - 2023: für die Single Ric Flair Drip - 2023: für das Album Heroes & Villains - Kanada - 2017: für das Lied No Heart - 2018: für das Lied Ghostface Killers - 2019: für das Lied Minute - 2020: für die Single Call Me - 2023: für das Album Heroes & Villains - 2023: für das Lied Niagara Falls (Foot or 2) - 2023: für das Lied Dreamcatcher - 2023: für das Lied Don’t Come Out the House - 2023: für das Lied Overdue - 2023: für das Lied Trance - 2023: für das Lied Too Many Nights - 2024: für das Lied Cinderella - 2024: für das Album We Don’t Trust You - 2024: für das Lied Née-Nah - Neuseeland - 2020: für die Single X - 2022: für das Lied No Heart - 2023: für die Single Creepin’ - 2023: für das Album Savage Mode II - 2023: für das Album Not All Heroes Wear Capes - 2023: für das Album Without Warning - 2024: für die Single Like That - 2025: für das Album We Don’t Trust You - Polen - 2023: für die Single Ric Flair Drip - 2024: für das Lied Too Many Nights - 2024: für das Lied Superhero (Heroes & Villains) - 2024: für die Single Space Cadet - 2024: für das Lied Glock in My Lap - 2024: für die Single Type Shit - 2024: für das Album Savage Mode II - Portugal - 2023: für das Lied Trance - 2024: für das Lied Too Many Nights - Schweiz - 2023: für die Single Creepin’ - 2024: für die Single Like That - Spanien - 2024: für die Single Creepin’ - Südafrika - 2024: für die Single Like That - Vereinigte Staaten - 2019: für die Single Call Me - 2020: für das Album Not All Heroes Wear Capes - 2020: für die Single No Complaints - 2020: für das Lied Don’t Come Out the House - 2021: für das Lied Rap Saved Me - 2022: für das Lied Overdue - 2023: für das Album Heroes & Villains - 2023: für das Lied Too Many Nights - 2023: für das Lied Trance - 2024: für das Lied Minute - 2024: für das Lied So Good - 2024: für das Lied My Choppa Hate Niggas - 2024: für das Album We Don’t Trust You - 2024: für das Lied Slidin - 2024: für das Lied Many Men - 2025: für das Lied Née-Nah - Vereinigtes Königreich - 2022: für die Single Ric Flair Drip - 2023: für die Single Creepin’ - Zentralamerika - 2025: für die Single Creepin’ | - Australien - 2024: für das Lied Too Many Nights - 2024: für die Single 10 Freaky Girls - 2024: für die Single Space Cadet - Brasilien - 2024: für die Single Space Cadet - 2024: für das Lied Too Many Nights - 2024: für das Lied Superhero (Heroes & Villains) - 2024: für das Lied Trance - 2025: für das Album Heroes & Villains - Dänemark - 2024: für das Album Heroes & Villains - Italien - 2024: für die Single Creepin’ - Kanada - 2018: für die Single X - 2020: für die Single No Complaints - 2023: für das Album Not All Heroes Wear Capes - 2023: für das Lied Superhero (Heroes & Villains) - 2024: für das Album Savage Mode II - 2024: für die Single Type Shit - Neuseeland - 2024: für das Album Heroes & Villains - Polen - 2024: für die Single Creepin’ - 2024: für das Album Heroes & Villains - 2024: für das Lied Trance - Vereinigte Staaten - 2017: für das Lied No Heart - 2023: für die Single Creepin’ - 2023: für das Lied Superhero (Heroes & Villains) - 2024: für die Single Mr. Right Now - 2024: für das Lied Ghostface Killers - Australien - 2024: für das Lied Superhero (Heroes & Villains) - Griechenland - 2024: für die Single Ric Flair Drip - 2025: für das Lied Too Many Nights - Kanada - 2024: für die Single Like That - Portugal - 2023: für die Single Creepin’ - Vereinigte Staaten - 2020: für die Single X - 2022: für die Single 10 Freaky Girls - 2024: für das Lied Rich N***a S**t - Australien - 2024: für die Single Creepin’ - Griechenland - 2023: für die Single Creepin’ - Kanada - 2018: für die Single Ric Flair Drip - 2023: für die Single 10 Freaky Girls - 2023: für die Single Creepin’ - Neuseeland - 2024: für die Single Ric Flair Drip - Vereinigte Staaten - 2024: für das Lied Glock in My Lap - 2024: für die Single Runnin - Kanada - 2023: für die Single Space Cadet - Vereinigte Staaten - 2020: für die Single Ric Flair Drip - Frankreich - 2023: für die Single Creepin’ |

## Auszeichnungen nach Alben

### Savage Mode
| Land/Region               | Auszeichnungen für Musikverkäufe (Land/Region, Auszeichnung, Verkäufe) | Verkäufe |
| ------------------------- | ---------------------------------------------------------------------- | -------- |
| Neuseeland (RMNZ)         | Gold                                                                   | 7.500    |
| Vereinigte Staaten (RIAA) | Gold                                                                   | 500.000  |
| Insgesamt                 | 2× Gold ·                                                              | 507.500  |

### Perfect Timing
| Land/Region | Auszeichnungen für Musikverkäufe (Land/Region, Auszeichnung, Verkäufe) | Verkäufe |
| ----------- | ---------------------------------------------------------------------- | -------- |
| Kanada (MC) | Gold                                                                   | 40.000   |
| Insgesamt   | 1× Gold ·                                                              | 40.000   |

### Without Warning
| Land/Region                  | Auszeichnungen für Musikverkäufe (Land/Region, Auszeichnung, Verkäufe) | Verkäufe |
| ---------------------------- | ---------------------------------------------------------------------- | -------- |
| Dänemark (IFPI)              | Platin                                                                 | 20.000   |
| Neuseeland (RMNZ)            | Platin                                                                 | 15.000   |
| Polen (ZPAV)                 | Gold                                                                   | 10.000   |
| Vereinigtes Königreich (BPI) | Silber                                                                 | 60.000   |
| Insgesamt                    | 1× Silber · 1× Gold · 2× Platin ·                                      | 105.000  |

### Not All Heroes Wear Capes
| Land/Region                  | Auszeichnungen für Musikverkäufe (Land/Region, Auszeichnung, Verkäufe) | Verkäufe  |
| ---------------------------- | ---------------------------------------------------------------------- | --------- |
| Australien (ARIA)            | Gold                                                                   | 35.000    |
| Dänemark (IFPI)              | Platin                                                                 | 20.000    |
| Frankreich (SNEP)            | Gold                                                                   | 50.000    |
| Italien (FIMI)               | Gold                                                                   | 25.000    |
| Kanada (MC)                  | 2× Platin                                                              | 160.000   |
| Neuseeland (RMNZ)            | Platin                                                                 | 15.000    |
| Polen (ZPAV)                 | Gold                                                                   | 10.000    |
| Vereinigte Staaten (RIAA)    | Platin                                                                 | 1.000.000 |
| Vereinigtes Königreich (BPI) | Gold                                                                   | 100.000   |
| Insgesamt                    | 5× Gold · 5× Platin ·                                                  | 1.415.000 |

### Savage Mode II
| Land/Region                  | Auszeichnungen für Musikverkäufe (Land/Region, Auszeichnung, Verkäufe) | Verkäufe |
| ---------------------------- | ---------------------------------------------------------------------- | -------- |
| Dänemark (IFPI)              | Gold                                                                   | 10.000   |
| Kanada (MC)                  | 2× Platin                                                              | 160.000  |
| Mexiko (AMPROFON)            | Gold                                                                   | 30.000   |
| Neuseeland (RMNZ)            | Platin                                                                 | 15.000   |
| Polen (ZPAV)                 | Platin                                                                 | 20.000   |
| Vereinigte Staaten (RIAA)    | Gold                                                                   | 500.000  |
| Vereinigtes Königreich (BPI) | Gold                                                                   | 100.000  |
| Insgesamt                    | 4× Gold · 4× Platin ·                                                  | 835.000  |

### Heroes & Villains
| Land/Region                  | Auszeichnungen für Musikverkäufe (Land/Region, Auszeichnung, Verkäufe) | Verkäufe  |
| ---------------------------- | ---------------------------------------------------------------------- | --------- |
| Australien (ARIA)            | Platin                                                                 | 70.000    |
| Brasilien (PMB)              | 2× Platin                                                              | 80.000    |
| Dänemark (IFPI)              | 2× Platin                                                              | 40.000    |
| Deutschland (BVMI)           | Gold                                                                   | 100.000   |
| Frankreich (SNEP)            | Platin                                                                 | 100.000   |
| Italien (FIMI)               | Platin                                                                 | 50.000    |
| Kanada (MC)                  | Platin                                                                 | 90.000    |
| Neuseeland (RMNZ)            | 2× Platin                                                              | 30.000    |
| Polen (ZPAV)                 | 2× Platin                                                              | 40.000    |
| Portugal (AFP)               | Gold                                                                   | 3.500     |
| Vereinigte Staaten (RIAA)    | Platin                                                                 | 1.000.000 |
| Vereinigtes Königreich (BPI) | Gold                                                                   | 100.000   |
| Insgesamt                    | 3× Gold · 13× Platin ·                                                 | 1.693.500 |

### Spider-Man: Across The Spider-Verse
| Land/Region                  | Auszeichnungen für Musikverkäufe (Land/Region, Auszeichnung, Verkäufe) | Verkäufe |
| ---------------------------- | ---------------------------------------------------------------------- | -------- |
| Neuseeland (RMNZ)            | Gold                                                                   | 7.500    |
| Vereinigtes Königreich (BPI) | Silber                                                                 | 60.000   |
| Insgesamt                    | 1× Silber · 1× Gold ·                                                  | 67.500   |

### We Don’t Trust You
| Land/Region                  | Auszeichnungen für Musikverkäufe (Land/Region, Auszeichnung, Verkäufe) | Verkäufe  |
| ---------------------------- | ---------------------------------------------------------------------- | --------- |
| Dänemark (IFPI)              | Gold                                                                   | 10.000    |
| Kanada (MC)                  | Platin                                                                 | 80.000    |
| Neuseeland (RMNZ)            | Platin                                                                 | 15.000    |
| Polen (ZPAV)                 | Gold                                                                   | 10.000    |
| Ungarn (MAHASZ)              | Gold                                                                   | 2.000     |
| Vereinigte Staaten (RIAA)    | Platin                                                                 | 1.000.000 |
| Vereinigtes Königreich (BPI) | Silber                                                                 | 60.000    |
| Insgesamt                    | 1× Silber · 3× Gold · 3× Platin ·                                      | 1.177.000 |

## Auszeichnungen nach Singles

### X
| Land/Region                  | Auszeichnungen für Musikverkäufe (Land/Region, Auszeichnung, Verkäufe) | Verkäufe  |
| ---------------------------- | ---------------------------------------------------------------------- | --------- |
| Kanada (MC)                  | 2× Platin                                                              | 160.000   |
| Neuseeland (RMNZ)            | Platin                                                                 | 30.000    |
| Vereinigte Staaten (RIAA)    | 3× Platin                                                              | 3.000.000 |
| Vereinigtes Königreich (BPI) | Silber                                                                 | 200.000   |
| Insgesamt                    | 1× Silber · 6× Platin ·                                                | 3.390.000 |

### No Complaints
| Land/Region               | Auszeichnungen für Musikverkäufe (Land/Region, Auszeichnung, Verkäufe) | Verkäufe  |
| ------------------------- | ---------------------------------------------------------------------- | --------- |
| Australien (ARIA)         | Gold                                                                   | 35.000    |
| Kanada (MC)               | 2× Platin                                                              | 160.000   |
| Vereinigte Staaten (RIAA) | Platin                                                                 | 1.000.000 |
| Insgesamt                 | 1× Gold · 3× Platin ·                                                  | 1.195.000 |

### Ric Flair Drip
| Land/Region                  | Auszeichnungen für Musikverkäufe (Land/Region, Auszeichnung, Verkäufe) | Verkäufe  |
| ---------------------------- | ---------------------------------------------------------------------- | --------- |
| Australien (ARIA)            | Platin                                                                 | 70.000    |
| Dänemark (IFPI)              | Platin                                                                 | 90.000    |
| Deutschland (BVMI)           | Gold                                                                   | 200.000   |
| Frankreich (SNEP)            | Platin                                                                 | 200.000   |
| Griechenland (IFPI)          | 3× Platin                                                              | 60.000    |
| Italien (FIMI)               | Platin                                                                 | 100.000   |
| Kanada (MC)                  | 4× Platin                                                              | 320.000   |
| Neuseeland (RMNZ)            | 4× Platin                                                              | 120.000   |
| Polen (ZPAV)                 | Platin                                                                 | 50.000    |
| Spanien (Promusicae)         | Gold                                                                   | 30.000    |
| Vereinigte Staaten (RIAA)    | 6× Platin                                                              | 6.000.000 |
| Vereinigtes Königreich (BPI) | Platin                                                                 | 600.000   |
| Insgesamt                    | 2× Gold · 23× Platin ·                                                 | 7.840.000 |

### 10 Freaky Girls
| Land/Region                  | Auszeichnungen für Musikverkäufe (Land/Region, Auszeichnung, Verkäufe) | Verkäufe  |
| ---------------------------- | ---------------------------------------------------------------------- | --------- |
| Australien (ARIA)            | 2× Platin                                                              | 140.000   |
| Brasilien (PMB)              | Gold                                                                   | 20.000    |
| Dänemark (IFPI)              | Gold                                                                   | 45.000    |
| Kanada (MC)                  | 4× Platin                                                              | 320.000   |
| Portugal (AFP)               | Gold                                                                   | 5.000     |
| Vereinigte Staaten (RIAA)    | 3× Platin                                                              | 3.000.000 |
| Vereinigtes Königreich (BPI) | Gold                                                                   | 400.000   |
| Insgesamt                    | 4× Gold · 9× Platin ·                                                  | 3.930.000 |

### Space Cadet
| Land/Region                  | Auszeichnungen für Musikverkäufe (Land/Region, Auszeichnung, Verkäufe) | Verkäufe  |
| ---------------------------- | ---------------------------------------------------------------------- | --------- |
| Australien (ARIA)            | 2× Platin                                                              | 140.000   |
| Brasilien (PMB)              | 2× Platin                                                              | 80.000    |
| Dänemark (IFPI)              | Gold                                                                   | 45.000    |
| Frankreich (SNEP)            | Platin                                                                 | 200.000   |
| Italien (FIMI)               | Gold                                                                   | 50.000    |
| Kanada (MC)                  | 5× Platin                                                              | 400.000   |
| Polen (ZPAV)                 | Platin                                                                 | 50.000    |
| Portugal (AFP)               | Gold                                                                   | 5.000     |
| Vereinigte Staaten (RIAA)    | 4× Platin                                                              | 4.000.000 |
| Vereinigtes Königreich (BPI) | Gold                                                                   | 400.000   |
| Insgesamt                    | 4× Gold · 15× Platin ·                                                 | 5.370.000 |

### Mile High
| Land/Region     | Auszeichnungen für Musikverkäufe (Land/Region, Auszeichnung, Verkäufe) | Verkäufe |
| --------------- | ---------------------------------------------------------------------- | -------- |
| Brasilien (PMB) | Gold                                                                   | 20.000   |
| Insgesamt       | 1× Gold ·                                                              | 20.000   |

### Runnin
| Land/Region                  | Auszeichnungen für Musikverkäufe (Land/Region, Auszeichnung, Verkäufe) | Verkäufe  |
| ---------------------------- | ---------------------------------------------------------------------- | --------- |
| Brasilien (PMB)              | Platin                                                                 | 40.000    |
| Italien (FIMI)               | Gold                                                                   | 50.000    |
| Kanada (MC)                  | Gold                                                                   | 40.000    |
| Polen (ZPAV)                 | Gold                                                                   | 25.000    |
| Vereinigte Staaten (RIAA)    | 4× Platin                                                              | 4.000.000 |
| Vereinigtes Königreich (BPI) | Silber                                                                 | 200.000   |
| Insgesamt                    | 1× Silber · 3× Gold · 5× Platin ·                                      | 4.355.000 |

### Mr. Right Now
| Land/Region               | Auszeichnungen für Musikverkäufe (Land/Region, Auszeichnung, Verkäufe) | Verkäufe  |
| ------------------------- | ---------------------------------------------------------------------- | --------- |
| Kanada (MC)               | Gold                                                                   | 40.000    |
| Vereinigte Staaten (RIAA) | 2× Platin                                                              | 2.000.000 |
| Insgesamt                 | 1× Gold · 2× Platin ·                                                  | 2.040.000 |

### Creepin’
| Land/Region                  | Auszeichnungen für Musikverkäufe (Land/Region, Auszeichnung, Verkäufe) | Verkäufe  |
| ---------------------------- | ---------------------------------------------------------------------- | --------- |
| Australien (ARIA)            | 4× Platin                                                              | 280.000   |
| Belgien (BRMA)               | Platin                                                                 | 40.000    |
| Brasilien (PMB)              | Gold                                                                   | 20.000    |
| Dänemark (IFPI)              | Platin                                                                 | 90.000    |
| Deutschland (BVMI)           | Gold                                                                   | 200.000   |
| Frankreich (SNEP)            | Diamant                                                                | 333.333   |
| Griechenland (IFPI)          | 4× Platin                                                              | 80.000    |
| Italien (FIMI)               | 2× Platin                                                              | 200.000   |
| Kanada (MC)                  | 4× Platin                                                              | 320.000   |
| Neuseeland (RMNZ)            | Platin                                                                 | 30.000    |
| Polen (ZPAV)                 | 2× Platin                                                              | 100.000   |
| Portugal (AFP)               | 3× Platin                                                              | 30.000    |
| Schweiz (IFPI)               | Platin                                                                 | 20.000    |
| Spanien (Promusicae)         | Platin                                                                 | 60.000    |
| Vereinigte Staaten (RIAA)    | 2× Platin                                                              | 2.000.000 |
| Vereinigtes Königreich (BPI) | Platin                                                                 | 600.000   |
| Zentralamerika (CFC)         | Platin                                                                 | 70.000    |
| Insgesamt                    | 3× Gold · 28× Platin · 1× Diamant ·                                    | 4.473.333 |

### Type Shit
| Land/Region                  | Auszeichnungen für Musikverkäufe (Land/Region, Auszeichnung, Verkäufe) | Verkäufe |
| ---------------------------- | ---------------------------------------------------------------------- | -------- |
| Australien (ARIA)            | Gold                                                                   | 35.000   |
| Belgien (BRMA)               | Gold                                                                   | 20.000   |
| Griechenland (IFPI)          | Platin                                                                 | 20.000   |
| Kanada (MC)                  | 2× Platin                                                              | 160.000  |
| Österreich (IFPI)            | Gold                                                                   | 15.000   |
| Polen (ZPAV)                 | Platin                                                                 | 50.000   |
| Schweiz (IFPI)               | Gold                                                                   | 15.000   |
| Südafrika (RISA)             | Gold                                                                   | 20.000   |
| Vereinigtes Königreich (BPI) | Silber                                                                 | 200.000  |
| Insgesamt                    | 1× Silber · 5× Gold · 4× Platin ·                                      | 535.000  |

### Like That
| Land/Region                  | Auszeichnungen für Musikverkäufe (Land/Region, Auszeichnung, Verkäufe) | Verkäufe |
| ---------------------------- | ---------------------------------------------------------------------- | -------- |
| Australien (ARIA)            | Platin                                                                 | 70.000   |
| Belgien (BRMA)               | Gold                                                                   | 20.000   |
| Griechenland (IFPI)          | Platin                                                                 | 20.000   |
| Kanada (MC)                  | 3× Platin                                                              | 240.000  |
| Neuseeland (RMNZ)            | Platin                                                                 | 30.000   |
| Polen (ZPAV)                 | Gold                                                                   | 25.000   |
| Portugal (AFP)               | Gold                                                                   | 5.000    |
| Schweiz (IFPI)               | Platin                                                                 | 30.000   |
| Südafrika (RISA)             | Platin                                                                 | 40.000   |
| Vereinigtes Königreich (BPI) | Gold                                                                   | 400.000  |
| Zentralamerika (CFC)         | Gold                                                                   | 35.000   |
| Insgesamt                    | 5× Gold · 8× Platin ·                                                  | 915.000  |

## Auszeichnungen nach Liedern

### No Heart
| Land/Region                  | Auszeichnungen für Musikverkäufe (Land/Region, Auszeichnung, Verkäufe) | Verkäufe  |
| ---------------------------- | ---------------------------------------------------------------------- | --------- |
| Kanada (MC)                  | Platin                                                                 | 80.000    |
| Neuseeland (RMNZ)            | Platin                                                                 | 30.000    |
| Vereinigte Staaten (RIAA)    | 2× Platin                                                              | 2.000.000 |
| Vereinigtes Königreich (BPI) | Silber                                                                 | 200.000   |
| Insgesamt                    | 1× Silber · 4× Platin ·                                                | 2.310.000 |

### Ocean Drive
| Land/Region               | Auszeichnungen für Musikverkäufe (Land/Region, Auszeichnung, Verkäufe) | Verkäufe |
| ------------------------- | ---------------------------------------------------------------------- | -------- |
| Vereinigte Staaten (RIAA) | Gold                                                                   | 500.000  |
| Insgesamt                 | 1× Gold ·                                                              | 500.000  |

### Disrespectful
| Land/Region               | Auszeichnungen für Musikverkäufe (Land/Region, Auszeichnung, Verkäufe) | Verkäufe |
| ------------------------- | ---------------------------------------------------------------------- | -------- |
| Vereinigte Staaten (RIAA) | Gold                                                                   | 500.000  |
| Insgesamt                 | 1× Gold ·                                                              | 500.000  |

### Still Serving
| Land/Region               | Auszeichnungen für Musikverkäufe (Land/Region, Auszeichnung, Verkäufe) | Verkäufe |
| ------------------------- | ---------------------------------------------------------------------- | -------- |
| Vereinigte Staaten (RIAA) | Gold                                                                   | 500.000  |
| Insgesamt                 | 1× Gold ·                                                              | 500.000  |

### Minute
| Land/Region               | Auszeichnungen für Musikverkäufe (Land/Region, Auszeichnung, Verkäufe) | Verkäufe  |
| ------------------------- | ---------------------------------------------------------------------- | --------- |
| Kanada (MC)               | Platin                                                                 | 80.000    |
| Vereinigte Staaten (RIAA) | Platin                                                                 | 1.000.000 |
| Insgesamt                 | 2× Platin ·                                                            | 1.080.000 |

### Ghostface Killers
| Land/Region               | Auszeichnungen für Musikverkäufe (Land/Region, Auszeichnung, Verkäufe) | Verkäufe  |
| ------------------------- | ---------------------------------------------------------------------- | --------- |
| Australien (ARIA)         | Gold                                                                   | 35.000    |
| Dänemark (IFPI)           | Gold                                                                   | 45.000    |
| Kanada (MC)               | Platin                                                                 | 80.000    |
| Neuseeland (RMNZ)         | Gold                                                                   | 15.000    |
| Vereinigte Staaten (RIAA) | 2× Platin                                                              | 2.000.000 |
| Insgesamt                 | 3× Gold · 3× Platin ·                                                  | 2.175.000 |

### Rap Saved Me
| Land/Region               | Auszeichnungen für Musikverkäufe (Land/Region, Auszeichnung, Verkäufe) | Verkäufe  |
| ------------------------- | ---------------------------------------------------------------------- | --------- |
| Vereinigte Staaten (RIAA) | Platin                                                                 | 1.000.000 |
| Insgesamt                 | 1× Platin ·                                                            | 1.000.000 |

### My Choppa Hate Niggas
| Land/Region               | Auszeichnungen für Musikverkäufe (Land/Region, Auszeichnung, Verkäufe) | Verkäufe  |
| ------------------------- | ---------------------------------------------------------------------- | --------- |
| Vereinigte Staaten (RIAA) | Platin                                                                 | 1.000.000 |
| Insgesamt                 | 1× Platin ·                                                            | 1.000.000 |

### Mad Stalkers
| Land/Region               | Auszeichnungen für Musikverkäufe (Land/Region, Auszeichnung, Verkäufe) | Verkäufe |
| ------------------------- | ---------------------------------------------------------------------- | -------- |
| Vereinigte Staaten (RIAA) | Gold                                                                   | 500.000  |
| Insgesamt                 | 1× Gold ·                                                              | 500.000  |

### So Good
| Land/Region               | Auszeichnungen für Musikverkäufe (Land/Region, Auszeichnung, Verkäufe) | Verkäufe  |
| ------------------------- | ---------------------------------------------------------------------- | --------- |
| Vereinigte Staaten (RIAA) | Platin                                                                 | 1.000.000 |
| Insgesamt                 | 1× Platin ·                                                            | 1.000.000 |

### Overdue
| Land/Region                  | Auszeichnungen für Musikverkäufe (Land/Region, Auszeichnung, Verkäufe) | Verkäufe  |
| ---------------------------- | ---------------------------------------------------------------------- | --------- |
| Australien (ARIA)            | Platin                                                                 | 70.000    |
| Brasilien (PMB)              | Platin                                                                 | 40.000    |
| Italien (FIMI)               | Gold                                                                   | 50.000    |
| Kanada (MC)                  | Platin                                                                 | 80.000    |
| Polen (ZPAV)                 | Gold                                                                   | 25.000    |
| Vereinigte Staaten (RIAA)    | Platin                                                                 | 1.000.000 |
| Vereinigtes Königreich (BPI) | Silber                                                                 | 200.000   |
| Insgesamt                    | 1× Silber · 2× Gold · 4× Platin ·                                      | 1.465.000 |

### Don’t Come Out the House
| Land/Region               | Auszeichnungen für Musikverkäufe (Land/Region, Auszeichnung, Verkäufe) | Verkäufe  |
| ------------------------- | ---------------------------------------------------------------------- | --------- |
| Australien (ARIA)         | Gold                                                                   | 35.000    |
| Kanada (MC)               | Platin                                                                 | 80.000    |
| Vereinigte Staaten (RIAA) | Platin                                                                 | 1.000.000 |
| Insgesamt                 | 1× Gold · 2× Platin ·                                                  | 1.115.000 |

### Dreamcatcher
| Land/Region       | Auszeichnungen für Musikverkäufe (Land/Region, Auszeichnung, Verkäufe) | Verkäufe |
| ----------------- | ---------------------------------------------------------------------- | -------- |
| Australien (ARIA) | Gold                                                                   | 35.000   |
| Kanada (MC)       | Platin                                                                 | 80.000   |
| Insgesamt         | 1× Gold · 1× Platin ·                                                  | 115.000  |

### Glock in My Lap
| Land/Region                  | Auszeichnungen für Musikverkäufe (Land/Region, Auszeichnung, Verkäufe) | Verkäufe  |
| ---------------------------- | ---------------------------------------------------------------------- | --------- |
| Brasilien (PMB)              | Platin                                                                 | 40.000    |
| Griechenland (IFPI)          | Gold                                                                   | 10.000    |
| Italien (FIMI)               | Gold                                                                   | 50.000    |
| Polen (ZPAV)                 | Platin                                                                 | 50.000    |
| Vereinigte Staaten (RIAA)    | 4× Platin                                                              | 4.000.000 |
| Vereinigtes Königreich (BPI) | Silber                                                                 | 200.000   |
| Insgesamt                    | 1× Silber · 2× Gold · 6× Platin ·                                      | 4.350.000 |

### Rich N***a S**t
| Land/Region                  | Auszeichnungen für Musikverkäufe (Land/Region, Auszeichnung, Verkäufe) | Verkäufe  |
| ---------------------------- | ---------------------------------------------------------------------- | --------- |
| Brasilien (PMB)              | Platin                                                                 | 40.000    |
| Vereinigte Staaten (RIAA)    | 3× Platin                                                              | 3.000.000 |
| Vereinigtes Königreich (BPI) | Silber                                                                 | 200.000   |
| Insgesamt                    | 1× Silber · 4× Platin ·                                                | 3.240.000 |

### Slidin
| Land/Region               | Auszeichnungen für Musikverkäufe (Land/Region, Auszeichnung, Verkäufe) | Verkäufe  |
| ------------------------- | ---------------------------------------------------------------------- | --------- |
| Vereinigte Staaten (RIAA) | Platin                                                                 | 1.000.000 |
| Insgesamt                 | 1× Platin ·                                                            | 1.000.000 |

### Many Men
| Land/Region               | Auszeichnungen für Musikverkäufe (Land/Region, Auszeichnung, Verkäufe) | Verkäufe  |
| ------------------------- | ---------------------------------------------------------------------- | --------- |
| Vereinigte Staaten (RIAA) | Platin                                                                 | 1.000.000 |
| Insgesamt                 | 1× Platin ·                                                            | 1.000.000 |

### My Dawg
| Land/Region               | Auszeichnungen für Musikverkäufe (Land/Region, Auszeichnung, Verkäufe) | Verkäufe |
| ------------------------- | ---------------------------------------------------------------------- | -------- |
| Vereinigte Staaten (RIAA) | Gold                                                                   | 500.000  |
| Insgesamt                 | 1× Gold ·                                                              | 500.000  |

### Brand New Draco
| Land/Region               | Auszeichnungen für Musikverkäufe (Land/Region, Auszeichnung, Verkäufe) | Verkäufe |
| ------------------------- | ---------------------------------------------------------------------- | -------- |
| Vereinigte Staaten (RIAA) | Gold                                                                   | 500.000  |
| Insgesamt                 | 1× Gold ·                                                              | 500.000  |

### No Opp Left Behind
| Land/Region               | Auszeichnungen für Musikverkäufe (Land/Region, Auszeichnung, Verkäufe) | Verkäufe |
| ------------------------- | ---------------------------------------------------------------------- | -------- |
| Vereinigte Staaten (RIAA) | Gold                                                                   | 500.000  |
| Insgesamt                 | 1× Gold ·                                                              | 500.000  |

### Rip Luv
| Land/Region               | Auszeichnungen für Musikverkäufe (Land/Region, Auszeichnung, Verkäufe) | Verkäufe |
| ------------------------- | ---------------------------------------------------------------------- | -------- |
| Vereinigte Staaten (RIAA) | Gold                                                                   | 500.000  |
| Insgesamt                 | 1× Gold ·                                                              | 500.000  |

### Superhero (Heroes & Villains)
| Land/Region                  | Auszeichnungen für Musikverkäufe (Land/Region, Auszeichnung, Verkäufe) | Verkäufe  |
| ---------------------------- | ---------------------------------------------------------------------- | --------- |
| Australien (ARIA)            | 3× Platin                                                              | 210.000   |
| Brasilien (PMB)              | 2× Platin                                                              | 80.000    |
| Dänemark (IFPI)              | Gold                                                                   | 45.000    |
| Frankreich (SNEP)            | Gold                                                                   | 100.000   |
| Griechenland (IFPI)          | Platin                                                                 | 20.000    |
| Italien (FIMI)               | Gold                                                                   | 50.000    |
| Kanada (MC)                  | 2× Platin                                                              | 160.000   |
| Polen (ZPAV)                 | Platin                                                                 | 50.000    |
| Portugal (AFP)               | Gold                                                                   | 5.000     |
| Spanien (Promusicae)         | Gold                                                                   | 30.000    |
| Vereinigte Staaten (RIAA)    | 2× Platin                                                              | 2.000.000 |
| Vereinigtes Königreich (BPI) | Gold                                                                   | 400.000   |
| Insgesamt                    | 6× Gold · 11× Platin ·                                                 | 3.150.000 |

### Niagara Falls (Foot or 2)
| Land/Region                  | Auszeichnungen für Musikverkäufe (Land/Region, Auszeichnung, Verkäufe) | Verkäufe |
| ---------------------------- | ---------------------------------------------------------------------- | -------- |
| Australien (ARIA)            | Platin                                                                 | 70.000   |
| Brasilien (PMB)              | Platin                                                                 | 40.000   |
| Griechenland (IFPI)          | Gold                                                                   | 10.000   |
| Kanada (MC)                  | Platin                                                                 | 80.000   |
| Polen (ZPAV)                 | Gold                                                                   | 25.000   |
| Vereinigtes Königreich (BPI) | Silber                                                                 | 200.000  |
| Insgesamt                    | 1× Silber · 2× Gold · 3× Platin ·                                      | 425.000  |

### Too Many Nights
| Land/Region                  | Auszeichnungen für Musikverkäufe (Land/Region, Auszeichnung, Verkäufe) | Verkäufe  |
| ---------------------------- | ---------------------------------------------------------------------- | --------- |
| Australien (ARIA)            | 2× Platin                                                              | 140.000   |
| Brasilien (PMB)              | 2× Platin                                                              | 80.000    |
| Dänemark (IFPI)              | Gold                                                                   | 45.000    |
| Frankreich (SNEP)            | Gold                                                                   | 100.000   |
| Griechenland (IFPI)          | 3× Platin                                                              | 60.000    |
| Italien (FIMI)               | Gold                                                                   | 50.000    |
| Kanada (MC)                  | Platin                                                                 | 80.000    |
| Neuseeland (RMNZ)            | Gold                                                                   | 15.000    |
| Polen (ZPAV)                 | Platin                                                                 | 50.000    |
| Portugal (AFP)               | Platin                                                                 | 10.000    |
| Schweiz (IFPI)               | Gold                                                                   | 10.000    |
| Spanien (Promusicae)         | Gold                                                                   | 30.000    |
| Vereinigte Staaten (RIAA)    | Platin                                                                 | 1.000.000 |
| Vereinigtes Königreich (BPI) | Gold                                                                   | 400.000   |
| Insgesamt                    | 7× Gold · 11× Platin ·                                                 | 2.070.000 |

### Umbrella
| Land/Region | Auszeichnungen für Musikverkäufe (Land/Region, Auszeichnung, Verkäufe) | Verkäufe |
| ----------- | ---------------------------------------------------------------------- | -------- |
| Kanada (MC) | Gold                                                                   | 40.000   |
| Insgesamt   | 1× Gold ·                                                              | 40.000   |

### Raindrops (Insane)
| Land/Region | Auszeichnungen für Musikverkäufe (Land/Region, Auszeichnung, Verkäufe) | Verkäufe |
| ----------- | ---------------------------------------------------------------------- | -------- |
| Kanada (MC) | Gold                                                                   | 40.000   |
| Insgesamt   | 1× Gold ·                                                              | 40.000   |

### Trance
| Land/Region                  | Auszeichnungen für Musikverkäufe (Land/Region, Auszeichnung, Verkäufe) | Verkäufe  |
| ---------------------------- | ---------------------------------------------------------------------- | --------- |
| Australien (ARIA)            | Platin                                                                 | 70.000    |
| Brasilien (PMB)              | 2× Platin                                                              | 80.000    |
| Dänemark (IFPI)              | Gold                                                                   | 45.000    |
| Frankreich (SNEP)            | Platin                                                                 | 200.000   |
| Griechenland (IFPI)          | Platin                                                                 | 20.000    |
| Italien (FIMI)               | Gold                                                                   | 50.000    |
| Kanada (MC)                  | Platin                                                                 | 80.000    |
| Polen (ZPAV)                 | 2× Platin                                                              | 100.000   |
| Portugal (AFP)               | Platin                                                                 | 10.000    |
| Spanien (Promusicae)         | Gold                                                                   | 30.000    |
| Vereinigte Staaten (RIAA)    | Platin                                                                 | 1.000.000 |
| Vereinigtes Königreich (BPI) | Gold                                                                   | 400.000   |
| Insgesamt                    | 4× Gold · 10× Platin ·                                                 | 2.085.000 |

### Metro Spider
| Land/Region | Auszeichnungen für Musikverkäufe (Land/Region, Auszeichnung, Verkäufe) | Verkäufe |
| ----------- | ---------------------------------------------------------------------- | -------- |
| Kanada (MC) | Gold                                                                   | 40.000   |
| Insgesamt   | 1× Gold ·                                                              | 40.000   |

### On Time
| Land/Region | Auszeichnungen für Musikverkäufe (Land/Region, Auszeichnung, Verkäufe) | Verkäufe |
| ----------- | ---------------------------------------------------------------------- | -------- |
| Kanada (MC) | Gold                                                                   | 40.000   |
| Insgesamt   | 1× Gold ·                                                              | 40.000   |

### Walk Em Down (Don’t Kill Civilians)
| Land/Region | Auszeichnungen für Musikverkäufe (Land/Region, Auszeichnung, Verkäufe) | Verkäufe |
| ----------- | ---------------------------------------------------------------------- | -------- |
| Kanada (MC) | Gold                                                                   | 40.000   |
| Insgesamt   | 1× Gold ·                                                              | 40.000   |

### Around Me
| Land/Region         | Auszeichnungen für Musikverkäufe (Land/Region, Auszeichnung, Verkäufe) | Verkäufe |
| ------------------- | ---------------------------------------------------------------------- | -------- |
| Australien (ARIA)   | Gold                                                                   | 35.000   |
| Griechenland (IFPI) | Platin                                                                 | 20.000   |
| Kanada (MC)         | Gold                                                                   | 40.000   |
| Polen (ZPAV)        | Silber                                                                 | 200.000  |
| Insgesamt           | 1× Silber · 2× Gold · 1× Platin ·                                      | 295.000  |

### Am I Dreaming
| Land/Region                  | Auszeichnungen für Musikverkäufe (Land/Region, Auszeichnung, Verkäufe) | Verkäufe |
| ---------------------------- | ---------------------------------------------------------------------- | -------- |
| Australien (ARIA)            | Platin                                                                 | 70.000   |
| Brasilien (PMB)              | Gold                                                                   | 20.000   |
| Frankreich (SNEP)            | Gold                                                                   | 100.000  |
| Polen (ZPAV)                 | Gold                                                                   | 25.000   |
| Vereinigtes Königreich (BPI) | Silber                                                                 | 200.000  |
| Insgesamt                    | 1× Silber · 3× Gold · 1× Platin ·                                      | 415.000  |

### Calling
| Land/Region       | Auszeichnungen für Musikverkäufe (Land/Region, Auszeichnung, Verkäufe) | Verkäufe |
| ----------------- | ---------------------------------------------------------------------- | -------- |
| Australien (ARIA) | Gold                                                                   | 35.000   |
| Brasilien (PMB)   | Platin                                                                 | 40.000   |
| Insgesamt         | 1× Gold · 1× Platin ·                                                  | 75.000   |

### Annihilate
| Land/Region       | Auszeichnungen für Musikverkäufe (Land/Region, Auszeichnung, Verkäufe) | Verkäufe |
| ----------------- | ---------------------------------------------------------------------- | -------- |
| Australien (ARIA) | Gold                                                                   | 35.000   |
| Brasilien (PMB)   | Gold                                                                   | 20.000   |
| Insgesamt         | 2× Gold ·                                                              | 55.000   |

### Self Love
| Land/Region       | Auszeichnungen für Musikverkäufe (Land/Region, Auszeichnung, Verkäufe) | Verkäufe |
| ----------------- | ---------------------------------------------------------------------- | -------- |
| Australien (ARIA) | Gold                                                                   | 35.000   |
| Brasilien (PMB)   | Gold                                                                   | 20.000   |
| Insgesamt         | 2× Gold ·                                                              | 55.000   |

### Hummingbird
| Land/Region     | Auszeichnungen für Musikverkäufe (Land/Region, Auszeichnung, Verkäufe) | Verkäufe |
| --------------- | ---------------------------------------------------------------------- | -------- |
| Brasilien (PMB) | Gold                                                                   | 20.000   |
| Insgesamt       | 1× Gold ·                                                              | 20.000   |

### Née-Nah
| Land/Region               | Auszeichnungen für Musikverkäufe (Land/Region, Auszeichnung, Verkäufe) | Verkäufe  |
| ------------------------- | ---------------------------------------------------------------------- | --------- |
| Brasilien (PMB)           | Gold                                                                   | 20.000    |
| Kanada (MC)               | Platin                                                                 | 120.000   |
| Südafrika (RISA)          | Gold                                                                   | 20.000    |
| Vereinigte Staaten (RIAA) | Platin                                                                 | 1.000.000 |
| Insgesamt                 | 2× Gold · 2× Platin ·                                                  | 1.120.000 |

### Cinderella
| Land/Region      | Auszeichnungen für Musikverkäufe (Land/Region, Auszeichnung, Verkäufe) | Verkäufe |
| ---------------- | ---------------------------------------------------------------------- | -------- |
| Kanada (MC)      | Platin                                                                 | 80.000   |
| Südafrika (RISA) | Gold                                                                   | 20.000   |
| Insgesamt        | 1× Gold · 1× Platin ·                                                  | 100.000  |

### We Don’t Trust You
| Land/Region | Auszeichnungen für Musikverkäufe (Land/Region, Auszeichnung, Verkäufe) | Verkäufe |
| ----------- | ---------------------------------------------------------------------- | -------- |
| Kanada (MC) | Gold                                                                   | 40.000   |
| Insgesamt   | 1× Gold ·                                                              | 40.000   |

### Young Metro
| Land/Region | Auszeichnungen für Musikverkäufe (Land/Region, Auszeichnung, Verkäufe) | Verkäufe |
| ----------- | ---------------------------------------------------------------------- | -------- |
| Kanada (MC) | Gold                                                                   | 40.000   |
| Insgesamt   | 1× Gold ·                                                              | 40.000   |

### We Still Don’t Trust You
| Land/Region | Auszeichnungen für Musikverkäufe (Land/Region, Auszeichnung, Verkäufe) | Verkäufe |
| ----------- | ---------------------------------------------------------------------- | -------- |
| Kanada (MC) | Gold                                                                   | 40.000   |
| Insgesamt   | 1× Gold ·                                                              | 40.000   |

## Statistik und Quellen
| Land/RegionAuszeichnungen für Musikverkäufe (Land/Region, Auszeichnungen, Verkäufe, Quellen) | Silber       | Gold         | Platin         | Diamant  | Verkäufe   | Quellen              |
| -------------------------------------------------------------------------------------------- | ------------ | ------------ | -------------- | -------- | ---------- | -------------------- |
| Australien (ARIA)                                                                            | —            | 10× Gold10   | 20× Platin20   | —        | 1.750.000  | aria.com.au          |
| Belgien (BRMA)                                                                               | —            | 2× Gold2     | Platin1        | —        | 80.000     | ultratop.be          |
| Brasilien (PMB)                                                                              | —            | 8× Gold8     | 16× Platin16   | —        | 800.000    | pro-musicabr.org.br  |
| Dänemark (IFPI)                                                                              | —            | 8× Gold8     | 6× Platin6     | —        | 550.000    | ifpi.dk              |
| Deutschland (BVMI)                                                                           | —            | 3× Gold3     | —              | —        | 500.000    | musikindustrie.de    |
| Frankreich (SNEP)                                                                            | —            | 4× Gold4     | 4× Platin4     | Diamant1 | 1.383.333  | snepmusique.com FR2  |
| Griechenland (IFPI)                                                                          | —            | 2× Gold2     | 15× Platin15   | —        | 320.000    | Einzelnachweise      |
| Italien (FIMI)                                                                               | —            | 8× Gold8     | 4× Platin4     | —        | 725.000    | fimi.it              |
| Kanada (MC)                                                                                  | —            | 16× Gold16   | 46× Platin46   | —        | 4.320.000  | musiccanada.com      |
| Mexiko (AMPROFON)                                                                            | —            | Gold1        | —              | —        | 30.000     | amprofon.com.mx      |
| Neuseeland (RMNZ)                                                                            | —            | 4× Gold4     | 14× Platin14   | —        | 375.000    | radioscope.co.nz NZ2 |
| Österreich (IFPI)                                                                            | —            | Gold1        | —              | —        | 15.000     | ifpi.at              |
| Polen (ZPAV)                                                                                 | —            | 8× Gold8     | 13× Platin13   | —        | 715.000    | olis.pl              |
| Portugal (AFP)                                                                               | —            | 5× Gold5     | 5× Platin5     | —        | 73.500     | Einzelnachweise      |
| Schweiz (IFPI)                                                                               | —            | 2× Gold2     | 2× Platin2     | —        | 75.000     | hitparade.ch         |
| Spanien (Promusicae)                                                                         | —            | 4× Gold4     | Platin1        | —        | 180.000    | elportaldemusica.es  |
| Südafrika (RISA)                                                                             | —            | 3× Gold3     | Platin1        | —        | 100.000    | Einzelnachweise      |
| Ungarn (MAHASZ)                                                                              | —            | Gold1        | —              | —        | 2.000      | slagerlistak.hu      |
| Vereinigte Staaten (RIAA)                                                                    | —            | 10× Gold10   | 52× Platin52   | —        | 57.000.000 | riaa.com             |
| Vereinigtes Königreich (BPI)                                                                 | 14× Silber14 | 9× Gold9     | 2× Platin2     | —        | 6.420.000  | bpi.co.uk            |
| Zentralamerika (CFC)                                                                         | —            | Gold1        | Platin1        | —        | 105.000    | cfc-musica.com       |
| Insgesamt                                                                                    | 14× Silber14 | 110× Gold110 | 203× Platin203 | Diamant1 |            |                      |